# Udamopyga palomarana
Udamopyga palomarana är en tvåvingeart som beskrevs av Carroll William Dodge 1967. Udamopyga palomarana ingår i släktet Udamopyga och familjen köttflugor.
Artens utbredningsområde är Kalifornien. Inga underarter finns listade i Catalogue of Life.